# Hapalopus vangoghi
Espèce
Hapalopus vangoghi est une espèce d'araignées mygalomorphes de la famille des Theraphosidae.

## Distribution
Cette espèce est endémique du département de Cesar en Colombie,. Elle se rencontre vers Becerril.

## Description
La femelle holotype mesure 24,4 mm.

## Systématique et taxinomie
Cette espèce a été décrite par Osorio, Benavides, Sherwood, Gabriel, Peñaherrera-R., Hörweg, Brescovit et Lucas en 2024.

## Étymologie
Cette espèce est nommée en l'honneur de Vincent van Gogh.

## Publication originale
(juin 2024).
- Sherwood, Gabriel, Osorio, Benavides, Peñaherrera-R., Hörweg, Brescovit & Lucas, 2024 : « Spot the difference: on the genus Hapalopus Ausserer, 1875 in Colombia and a new related genus from Brazil and Bolivia (Araneae: Theraphosidae). » ZooNova, no 32, p. 1-44 (texte intégral).